# Junioren-Badmintonsüdamerikameisterschaft 2012
Die Junioren-Badmintonsüdamerikameisterschaft 2012 fand vom 9. bis zum 11. November 2012 in Lima statt.

## Sieger und Platzierte U11
| Disziplin    | Gold                                    | Silber                            | Bronze                           |
| ------------ | --------------------------------------- | --------------------------------- | -------------------------------- |
| Herreneinzel | Gustavo Alfredo Salazar                 | Joao Abreu                        | Mateo Bossio                     |
| Herreneinzel | Gustavo Alfredo Salazar                 | Joao Abreu                        | Davi C. Silva                    |
| Dameneinzel  | Sânia Valeria Lima                      | Marta Freitas                     | Juliana Viana Vieira             |
| Dameneinzel  | Sânia Valeria Lima                      | Marta Freitas                     | Mariana Dos Santos               |
| Herrendoppel | Mateo Bossio Gustavo Alfredo Salazar    | Davi C. Silva Deivid Silva        | Joao Abreu Nick Chalen           |
| Herrendoppel | Mateo Bossio Gustavo Alfredo Salazar    | Davi C. Silva Deivid Silva        | Anderson Duran Manuel Quijada    |
| Damendoppel  | Sânia Valeria Lima Juliana Viana Vieira | Andrea Echevarria Ariana Martinez | Mariana Dos Santos Marta Freitas |
| Mixed        | Joao Abreu Sânia Valeria Lima           | Deivid Silva Mariana Dos Santos   | Davi C. Silva Marta Freitas      |
| Mixed        | Joao Abreu Sânia Valeria Lima           | Deivid Silva Mariana Dos Santos   | Mateo Bossio Ariana Martinez     |

## Sieger und Platzierte U13
| Disziplin    | Gold                          | Silber                             | Bronze                                 |
| ------------ | ----------------------------- | ---------------------------------- | -------------------------------------- |
| Herreneinzel | Jonathan Mathias              | Fabrício Farias                    | Donnians Oliveira                      |
| Herreneinzel | Jonathan Mathias              | Fabrício Farias                    | Diego Subauste                         |
| Dameneinzel  | Sâmia Lima                    | Valeria Wong                       | Tamires Santos                         |
| Dameneinzel  | Sâmia Lima                    | Valeria Wong                       | Ines Mendoza                           |
| Herrendoppel | Isaki Batalha Fabrício Farias | Jonathan Mathias Donnians Oliveira | Rodrigo Camogliano Nicolás Macías      |
| Herrendoppel | Isaki Batalha Fabrício Farias | Jonathan Mathias Donnians Oliveira | Joicer Calanche Keiver Peñalver        |
| Damendoppel  | Thaina Bellido Ines Mendoza   | Stefani Chen Valeria Wong          | Rebeca Da Silva Glecimar De Carvalho   |
| Damendoppel  | Thaina Bellido Ines Mendoza   | Stefani Chen Valeria Wong          | Micaela Castillo Micaela Flores        |
| Mixed        | Fabrício Farias Sâmia Lima    | Jonathan Mathias Rebeca Da Silva   | Donnians Oliveira Glecimar De Carvalho |
| Mixed        | Fabrício Farias Sâmia Lima    | Jonathan Mathias Rebeca Da Silva   | Bruno Barrueto Stefani Chen            |

## Sieger und Platzierte U15
| Disziplin    | Gold                                      | Silber                                   | Bronze                        |
| ------------ | ----------------------------------------- | ---------------------------------------- | ----------------------------- |
| Herreneinzel | Walleson Dos Santos                       | Kenshin Shimabukuro                      | José Guevara                  |
| Herreneinzel | Walleson Dos Santos                       | Kenshin Shimabukuro                      | Diego Mini                    |
| Dameneinzel  | Inés Castillo                             | Victoria Barandiaran                     | Jeisiane Alves                |
| Dameneinzel  | Inés Castillo                             | Victoria Barandiaran                     | Jackeline Luz                 |
| Herrendoppel | José Guevara Kenshin Shimabukuro          | Cleyson Dos Santos André Luiz Nascimento | Vinicius Gori Gabriel Moreira |
| Herrendoppel | José Guevara Kenshin Shimabukuro          | Cleyson Dos Santos André Luiz Nascimento | Alfonso Garcia Leonardo Isa   |
| Damendoppel  | Vera Guedes Thainara Borges Silva         | Jeisiane Alves Amanda Dos Santos         | Inés Castillo Paula La Torre  |
| Damendoppel  | Vera Guedes Thainara Borges Silva         | Jeisiane Alves Amanda Dos Santos         | Valerie Fukuhara Aimi Inamine |
| Mixed        | Walleson Dos Santos Thainara Borges Silva | Kenshin Shimabukuro Paula La Torre       | Vinicius Gori Vera Guedes     |
| Mixed        | Walleson Dos Santos Thainara Borges Silva | Kenshin Shimabukuro Paula La Torre       | Gabriel Moreira Jackeline Luz |

## Sieger und Platzierte U17
| Disziplin    | Gold                                  | Silber                          | Bronze                                  |
| ------------ | ------------------------------------- | ------------------------------- | --------------------------------------- |
| Herreneinzel | Ygor Coelho Oliveira                  | Italo Hauer Antonassi           | Alan Serra                              |
| Herreneinzel | Ygor Coelho Oliveira                  | Italo Hauer Antonassi           | Sören Opti                              |
| Dameneinzel  | Lohaynny Vicente                      | Camila Garcia                   | Thaís Da Silva Gomes                    |
| Dameneinzel  | Lohaynny Vicente                      | Camila Garcia                   | Daniela Macías                          |
| Herrendoppel | Alan Serra Fabio Silva Soares         | Mitch Nai Chung Tong Sören Opti | Pedro Abreu Lucas Russi                 |
| Herrendoppel | Alan Serra Fabio Silva Soares         | Mitch Nai Chung Tong Sören Opti | Cristian Ricardo Leitte Matheus Voigt   |
| Damendoppel  | Daniela Macías Danika Nishimura       | Camila Garcia Daniela Zapata    | Jessica Alves Thaís Da Silva Gomes      |
| Damendoppel  | Daniela Macías Danika Nishimura       | Camila Garcia Daniela Zapata    | Bianca Oliveira Naira Vier              |
| Mixed        | Ygor Coelho Oliveira Lohaynny Vicente | Rafael Davila Camila Garcia     | Italo Hauer Antonassi Jeisiane Alves    |
| Mixed        | Ygor Coelho Oliveira Lohaynny Vicente | Rafael Davila Camila Garcia     | Cristian Ricardo Leitte Bianca Oliveira |

## Sieger und Platzierte U19
| Disziplin    | Gold                                    | Silber                                    | Bronze                                     |
| ------------ | --------------------------------------- | ----------------------------------------- | ------------------------------------------ |
| Herreneinzel | Igor Ibrahim                            | Leonardo Alkimin                          | Victor De Jesus Alves                      |
| Herreneinzel | Igor Ibrahim                            | Leonardo Alkimin                          | Marcelo Tavares                            |
| Dameneinzel  | Luz María Zornoza                       | Camila Duany                              | Mariana Pedrol Freitas                     |
| Dameneinzel  | Luz María Zornoza                       | Camila Duany                              | Gabriela Dos Santos                        |
| Herrendoppel | Leonardo Alkimin Italo Hauer Antonassi  | Victor De Jesus Alves Felipe Cury         | Pablo Coronato Tomas Winocur               |
| Herrendoppel | Leonardo Alkimin Italo Hauer Antonassi  | Victor De Jesus Alves Felipe Cury         | Gonzalo Duany Sebastian Macias             |
| Damendoppel  | Micaela Rivero Luz María Zornoza        | Paloma Eduarda Silva Luana Tamara Vicente | Gabriela Dos Santos Mariana Pedrol Freitas |
| Damendoppel  | Micaela Rivero Luz María Zornoza        | Paloma Eduarda Silva Luana Tamara Vicente | Chiara Carranza Camila Duany               |
| Mixed        | Fabio Silva Soares Luana Tamara Vicente | Leonardo Alkimin Mariana Pedrol Freitas   | Igor Ibrahim Paloma Eduarda Silva          |
| Mixed        | Fabio Silva Soares Luana Tamara Vicente | Leonardo Alkimin Mariana Pedrol Freitas   | Sebastian Macias Daniela Macías            |